# William Thomas Blanford
William Thomas Blanford (Londres, 7 de outubro de 1832 — Londres, 23 de junho de 1905) foi um geólogo e naturalista britânico. Foi laureado com a medalha Wollaston de 1883, concedida pela Sociedade Geológica de Londres.

## Biografia
Blanford nasceu em Londres, filho de William Blanford e Elizabeth Simpson. Seu pai era dono de uma fábrica ao lado de sua casa na rua Bouverie, Whitefriars. Ele foi educado em escolas particulares em Brighton (até 1846) e Paris (1848). Ele se juntou à empresa de sua família em escultura e douramento e estudou na School of Design em Somerset House. Sofrendo de problemas de saúde, ele passou dois anos em uma casa comercial em Civitavecchia de propriedade de um amigo de seu pai. Seu objetivo inicial era ingressar na carreira mercantil. Ao retornar à Inglaterra em 1851, ele foi induzido a entrar na recém-criada Royal School of Mines (agora parte do Imperial College London), ao qual seu irmão mais novo Henry F. Blanford (1834–1893), posteriormente chefe do Departamento Meteorológico da Índia, já havia aderido. Ele estudou com Henry De la Beche, Lyon Playfair, Edward Forbes e Warington Smyth. Ele então passou um ano na escola de mineração (Bergakademie Freiberg) em Freiberg, Saxônia, e no final de 1854, ele e seu irmão obtiveram cargos no Serviço Geológico da Índia. Nesse serviço, ele permaneceu por 27 anos, aposentando-se em 1882. Após sua aposentadoria, ele assumiu o cargo de redator da The Fauna of British India, Including Ceylon and Burma.

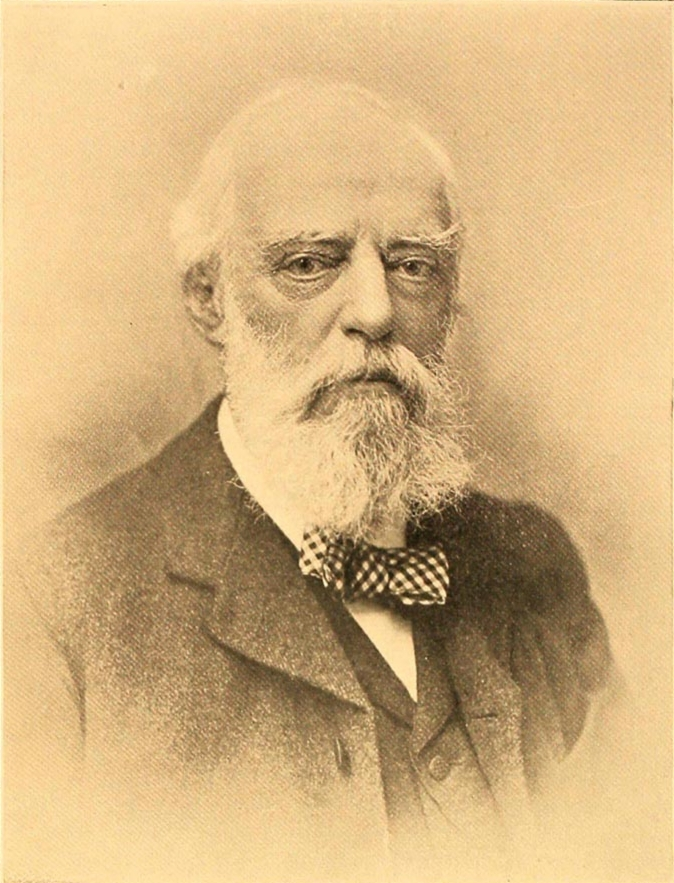
Retrato

Ele estava envolvido em várias partes da Índia, na jazida de carvão de Raniganj, em Bombaim e na jazida de carvão perto de Talcher, onde pedras consideradas de origem gelada foram encontradas - uma descoberta notável confirmada por observações de outros geólogos em estratos equivalentes (Permiano) em outras partes de Gondwana. Blanford se interessou pela flora Permo-Triássica dos Glossopteris. Ele comentou sobre a idade geológica desta região em seu discurso muito posterior à British Association em 1884. Entre 1857 e 1860 ele esteve envolvido em uma pesquisa dos campos de carvão de Rajniganj, seguido por visitas a Trichinopoly e as colinas Nilgiri. Em 1860 ele foi para a Birmânia para estudar um vulcão extinto, Puppadoung, e em 1862 ele se interessou pelas armadilhas de Deccan. Em 1867, ele se juntou a uma expedição à Abissínia, cujos resultados foram publicados em Observation on the Geology and Zoology of Abyssinia (1870). acompanhando o exército para Magdala e vice-versa; e em 1871-1872 ele foi nomeado membro da Comissão de Fronteiras Persa junto com Oliver St John. Depois de uma viagem a Basra, ele voltou de Gwadar, 320 quilômetros a oeste de Karachi. Ele marchou para Shiraz com o grupo de St. John e depois viajou sozinho através de Ispahan para Teerã para se juntar a Sir Richard Pollock. Ele visitou as montanhas Elbruz e voltou para a Inglaterra do Cáspio via Astracã, Moscou, São Petersburgo e Berlim para chegar em casa em setembro de 1872. O melhor uso foi feito com as oportunidades excepcionais de estudar a história natural desses países. Posteriormente, ele dedicou um tempo para produzir o relatório sobre Zoologia. Ele representou o governo indiano na reunião do Congresso Geológico de Bolonha. Sua atenção foi dada não apenas à geologia, mas à zoologia, e especialmente aos gastrópodes terrestres e aos vertebrados. Ele se juntou a HJ Elwes em uma viagem a Sikkim em 1870, durante a qual várias novas espécies de pássaros foram descritas. Entre 1870 e 1881 Blanford descreveu 36 novas espécies de répteis e três novas espécies de anfíbios.
Em 1883 ele se casou com Ida Gertrude Bellhouse, e se estabeleceu em Bedford Gardens, Campden Hill.
Por suas muitas contribuições para a ciência geológica, Blanford foi em 1883 agraciado com a medalha Wollaston pela Sociedade Geológica de Londres. Por seus trabalhos em zoologia e geologia da Índia britânica, ele recebeu em 1901 uma medalha real da Royal Society. Ele havia sido eleito FRS em 1874, e foi escolhido presidente da Geological Society em 1888. Ele morreu em sua casa 72 Bedford Gardens, Campden Hill, em Londres em 23 de junho de 1905 e está enterrado em um cofre da família no cemitério de Highgate.
Suas principais publicações foram: Observations on the Geology and Zoology of Abyssinia (1870), Manual of the Geology of India, com H. B. Medlicott (1879) e o terceiro volume em Birds seguindo o trabalho de EW Oates em The Fauna of British India, Including Ceylon and Burma.

## Obras
- 1879: A manual of the geology of India - volume 2 - com Henry Benedict Medlicott, Valentine Ball, Frederick Richard Mallet
- 1888: Mammalia
- 1889: Birds - volume 1 - com Eugene William Oates
- 1889: Birds - volume 2 - com Eugene William Oates
- 1889: Birds - volume 3 - com Eugene William Oates
- 1889: Birds - volume 4 - com Eugene William Oates
- 1889: The Fauna of British India, Including Ceylon and Burma. Birds, volume 1 com Eugene William Oates
- 1889: The Fauna of British India, Including Ceylon and Burma. Birds, volume 2 com Eugene William Oates
- 1889: The Fauna of British India, Including Ceylon and Burma. Birds, volume 3 com Eugene William Oates
- Blanford W. T. & Godwin-Austen H. H. 1908: Mollusca. Testacellidae and Zonitidae. The Fauna of British India, Including Ceylon and Burma.
- 1922: Birds - volume 1 - com Edward Charles Stuart Baker e Eugene William Oates